# Коло (Любуське воєводство)
Коло (пол. Koło, нім. Kohlo) — село в Польщі, у гміні Броди Жарського повіту Любуського воєводства.
Населення — 326 осіб (2011).
У 1975-1998 роках село належало до Зеленогурського воєводства.

## Демографія
Демографічна структура станом на 31 березня 2011 року:
|          | Загалом | Допрацездатний вік | Працездатний вік | Постпрацездатний вік |
| -------- | ------- | ------------------ | ---------------- | -------------------- |
| Чоловіки | 159     | 34                 | 111              | 14                   |
| Жінки    | 167     | 36                 | 96               | 35                   |
| Разом    | 326     | 70                 | 207              | 49                   |